# Ben Mendelsohn
Paul Benjamin „Ben” Mendelsohn (Melbourne, 1969. április 3. –) Primetime Emmy-díjas ausztrál színész.
16 éves kora óta jól ismert színész Ausztráliában: akkor játszotta el az átütő sikert aratott The Year My Voice Broke című film főszerepét.

## Élete és pályafutása
1969. április 3-án született Melbourneben. Anyja Carole Ann, apja Frederick Arthur Oscar Mendelsohn.
Az Egyesült Államok-beli Pennsylvaniában végezte iskoláit. 14 évesen visszatért Ausztráliába, ahol színészkedni kezdett. Első televíziós szerepét a népszerű sorozatban, a The Flying Doctors-ban játszotta.
16 évesen otthagyta az iskolát, hogy minden idejét a színészetnek szentelje. A The Year My Voice Broke sikere után inkább mozifilmekben szerepelt, számos ausztrál nagyjátékfilmben emlékezetes alakítást nyújtott. Híresebb filmjei: Spotswood, Sirens, Cosi, Quigley Down Under and Map of the Human Heart, Secret Men's Business, Sample People.

## Magánélete
2012-ben összeházasodott Emma Forrest brit íróval, két lányuk született.

## Filmográfia

### Filmjei
| Év   | Cím Eredeti cím                                                     | Szerep                 | Magyar hang       | Rendező                    | Megjegyzés |
| ---- | ------------------------------------------------------------------- | ---------------------- | ----------------- | -------------------------- | --- |
| 1986 | The Still Point                                                     | Peter                  |                   | Barbara Boyd-Anderson      | |
| 1987 | The Year My Voice Broke                                             | Trevor Leishman        |                   | John Duigan                | AACTA-díj a legjobb mellékszerepet játszó színésznek                                                                                 |
| 1989 | Lover Boy                                                           | Gazza                  |                   | Geoffrey Wright            | |
| 1990 | The Big Steal                                                       | Danny Clarke           |                   | Nadia Tass                 | Jelölve — AACTA-díj a legjobb főszerepet játszó színésznek                                                                           |
| 1990 | Nirvana Street Murder                                               | Luke                   |                   | Aleksi Vellis              | |
| 1990 | Return Home                                                         | Gary                   |                   | Ray Argall                 | |
| 1990 | Quigley Down Under                                                  | O'Flynn                |                   | Simon Wincer               | |
| 1992 | Spotswood                                                           | Carey                  |                   | Mark Joffe                 | Jelölve — AACTA-díj a legjobb főszerepet játszó színésznek                                                                           |
| 1992 | Map of the Human Heart                                              | Farmboy                |                   | Vincent Ward               | |
| 1993 | Say a Little Prayer                                                 | Nursery Manager        |                   |                            | |
| 1993 | Szirének Sirens                                                     | Lewis                  | Bácskai János     | John Duigan                | |
| 1994 | Metal Skin                                                          | Dazey                  |                   | Geoffrey Wright            | Ausztrál filmkritikusok díja a legjobb férfi színésznek Jelölve — AACTA-díj a legjobb mellékszerepet játszó színésznek               |
| 1996 | Idiot Box                                                           | Kev                    |                   | David Caesar               | |
| 1996 | Cosi                                                                | Lewis Riley            |                   | Mark Joffe                 | |
| 1997 | True Love and Chaos                                                 | Jerry                  |                   | Stavros Efthymiou          | |
| 1997 | Amy                                                                 | Robert Buchanan        |                   | Nadia Tass                 | Camério-díj a legjobb színésznek |
| 1999 | Secret Men's Business                                               | Doug Petersen          |                   |                            | TV-film |
| 1999 | Love Brokers                                                        |                        |                   | Garnet Mae                 | |
| 2000 | Jég és föld között Vertical Limit                                   | Malcolm Bench          | Józsa Imre        | Martin Campbell            | |
| 2000 | Sample People                                                       | John                   |                   | Clinton Smith              | |
| 2001 | Mullet                                                              | Eddie 'Mullet' Maloney |                   | David Caesar               | Jelölve — AACTA-díj a legjobb főszerepet játszó színésznek Jelölve — Ausztrál filmkritikusok díja a legjobb férfi színésznek         |
| 2001 | Child Star: The Shirley Temple Story                                | Alexander Hall         |                   |                            | TV-film |
| 2002 | Black and White                                                     | Rupert Murdoch         |                   | Craig Lahiff               | |
| 2005 | Az új világ The New World                                           | Ben                    | Bicskey Lukács    | Terrence Malick            | |
| 2005 | Second Chance                                                       | Dr. Larry Stewart      |                   | TV-film                    | |
| 2008 | $92,99                                                              | Lenny Peck             |                   | Tatia Rosenthal            | Hang |
| 2008 | Ausztrália Australia                                                | Captain Dutton         | Csankó Zoltán     | Baz Luhrmann               | |
| 2009 | Prime Mover                                                         | Johnnie                |                   | David Caesar               | |
| 2009 | Beautiful Kate                                                      | Ned Kendall            |                   | Rachel Ward                | Jelölve — AACTA-díj a legjobb főszerepet játszó színésznek Jelölve — Ausztrál filmkritikusok díja a legjobb férfi színésznek         |
| 2009 | Képlet Knowing                                                      | Phil Beckman           | Czvetkó Sándor    | Alex Proyas                | |
| 2010 | Needle                                                              | Detective Meares       |                   | John V. Soto               | |
| 2010 | Animal Kingdom                                                      | Andrew 'Pope' Cody     |                   | David Michôd               | AACTA-díj a legjobb főszerepet játszó színésznek IF-díj a legjobb színésznek Ausztrál filmkritikusok díja a legjobb férfi színésznek |
| 2011 | Válogatott gyilkosok Killer Elite                                   | Martin                 | Hegedűs Miklós    | Gary McKendry              | |
| 2011 | Túszjátszma Trespass                                                | Elias                  | Laklóth Aladár    | Joel Schumacher            | |
| 2012 | A sötét lovag – Felemelkedés The Dark Knight Rises                  | John Daggett           | Rajkai Zoltán     | Christopher Nolan          | |
| 2012 | Ölni kíméletesen Killing Them Softly                                | Russell                | Karácsonyi Zoltán | Andrew Dominik             | |
| 2012 | Túl a fenyvesen The Place Beyond the Pines                          | Robin Van Der Hook     | Czvetkó Sándor    | Derek Cianfrance           | |
| 2013 | Starred Up                                                          | Neville Love           |                   | David Mackenzie            | BIFA-díj a legjobb mellékszerepet játszó színésznek Jelölve — Village Voice Film Poll a legjobb mellékszerepet játszó színésznek     |
| 2013 | Two Mothers                                                         | Harold                 |                   | Anne Fontaine              | |
| 2014 | Lost River                                                          | Dave                   |                   | Ryan Gosling               | |
| 2014 | Exodus: Istenek és királyok Exodus: Gods and Kings                  | Viceroy Hegep          | Vida Péter        | Ridley Scott               | |
| 2014 | Fekete-tenger Black Sea                                             | Fraser                 | Kardos Róbert     | Kevin Macdonald            | |
| 2015 | Slow West                                                           | Payne                  |                   | John Maclean               | |
| 2015 | A szerencse forgandó Mississippi Grind                              | Gerry                  | Csankó Zoltán     | Anna Boden & Ryan Fleck    | Jelölve — Independent Spirit-díj a legjobb férfi főszereplőnek                                                                       |
| 2015 | Gun for Hire                                                        | Kyle Sullivan          |                   |                            | |
| 2016 | Una                                                                 | Ray Brooks             |                   | Benedict Andrews           | |
| 2016 | Zsivány Egyes – Egy Star Wars-történet Rogue One: A Star Wars Story | Orson Krennic igazgató | Csankó Zoltán     | Gareth Edwards             | |
| 2017 | A legsötétebb óra The Darkest Hour                                  | VI. György brit király | Széles Tamás      | Joe Wright                 | |
| 2018 | Larrikins                                                           | TBA                    |                   | Tim Minchin & Chris Miller | Hang |
| 2018 | Ready Player One                                                    | Nolan Sorrento         |                   | Steven Spielberg           | |
| 2018 | Robin Hood                                                          | Nottingham bírája      | Schnell Ádám      | Otto Bathurst              | |
| 2019 | Marvel Kapitány Captain Marvel                                      | Talos                  | Mihályfi Balázs   | Anna Boden Ryan Fleck      | |
| 2019 | Pókember: Idegenben Spider-Mam: Far From Home                       | Talos                  | Mihályfi Balázs   | Jon Watts                  | |
| 2019 | Kémesítve Spies in Disguise                                         | Kilian                 | Pál András        | Troy Quane Nick Bruno      | |
| 2019 | V. Henrik The King                                                  | IV. Henrik             | Kőszegi Ákos      | David Michôd               | |
| 2019 | Amíg tart a nyár Babyteeth                                          | Henry Finlay           |                   | Shannon Murphy             | |
| 2019 | Gorillaz: Reject False Icons                                        | önmaga                 |                   | Denholm Hewlett            | |
| 2021 | Cyrano                                                              | De Guiche              | Lux Ádám          | Joe Wright                 | |

### Televízió
| Év         | Cím Eredeti cím                                      | Szerep                      | Megjegyzés |
| ---------- | ---------------------------------------------------- | --------------------------- | --- |
| 1987       | Special Squad                                        |                             | Epizód: "Slow Attack" |
| 1985       | A Country Practice                                   | Luke Dawson                 | 2 epizód |
| 1985       | The Henderson Kids                                   | Ted Morgan                  | 4 epizód |
| 1986       | Prime Time                                           | Bartholomew 'Bart' Jones    | |
| 1986       | Fame and Misfortune                                  |                             | |
| 1986–1987  | Neighbours                                           | Warren Murphy               | 19 epizód |
| 1987, 1989 | The Flying Doctors                                   | Brad Harris / Brian         | 2 epizód |
| 1988       | All the Way                                          | Lindsay Seymour             | 3 epizód |
| 1989       | This Man... This Woman                               | Matthew Clarke              | 3 epizód |
| 1989, 1994 | G. P.                                                | Max Fisher / Phillip Barton | 2 epizód |
| 1994       | Roughnecks                                           | Joe 90                      | Epizód 1.4 |
| 1995       | A fagyos folyó lovasa Snowy River: The McGregor Saga | Dale Banks                  | Epizód: "High Country Justice" |
| 1995       | Police Rescue                                        | Dean Forman                 | Epizód: "Wild Card" |
| 1995       | Halifax f.p.                                         | Peter Donaldson             | Epizód: "My Lovely Girl" |
| 1996       | Close Ups                                            | Biz                         | |
| 1997       | Good Guys Bad Guys                                   | Brian O'Malley              | Epizód: "Unfinished Business" |
| 1999       | Queen Kat, Carmel & St Jude                          | Vince McCaffery             | 4 epizód |
| 2002       | Csillagközi szökevények Farscape                     | Sko                         | Epizód: "I-Yensch, You-Yensch " |
| 2005       | Titkos életünk The Secret Life of Us                 | Rob                         | 5 epizód |
| 2006–2007  | Love My Way                                          | Lewis Feingold              | 15 epizód Jelölve — Logie-díj a legjobb külföldi színésznek (2007) Jelölve — AACTA-díj a legjobb főszerepet játszó színésznek televíziós drámában (2007) Jelölve — ASTRA-díj a legjobb férfi külföldi színésznek (2007–2008) |
| 2009       | Tangle                                               | Vince Kovac                 | 10 epizód Jelölve — Logie-díj a legjobb külföldi színésznek (2010) Jelölve — ASTRA-díj a legjobb férfi külföldi színésznek (2010) |
| 2013       | Girls                                                | Salvatore Johansson         | Epizód: "Video Games" |
| 2013, 2015 | Axe Cop                                              | Ben / Sun Thief (hang)      | 4 epizód |
| 2015-2017  | Bloodline                                            | Danny Rayburn               | 22 epizód Jelölve — Critics' Choice Television-díj a legjobb mellékszerepet játszó színésznek egy drámasorozatban (2015) Függőben — Primetime Emmy-díj a legjobb külföldi színésznek egy drámasorozatban (2015–2016) Jelölve — Golden Globe-díj a legjobb mellékszerepet játszó színésznek - sorozatban, minisorozatban vagy TV-filmben (2016) Jelölve — Satellite-díj a legjobb színésznek - minisorozatbanvagy TV-filmben (2016) |
| 2019-2020  | Végtelen vonat Infinity Train                        | Mace ügynök (hang)          | 6 epizód magyar hangja Gacsal Ádám |
| 2020       | A kívülálló The Outsider                             | Ralph Anderson              | 10 epizód magyar hangja Kőszegi Ákos |
| 2023       | Titkos invázió                                       | Talos                       | főszereplő magyar hangja Mihályfi Balázs |
| 2023       | Star Wars: A Rossz Osztag                            | Orson Callan Krennic        | 2 epizód |

### Videójátékok
| Év   | Cím Eredeti cím | Szerep | Megjegyzés |
| ---- | --------------- | ------ | ---------- |
| 2016 | Squadron 42     | TBA    | Hang       |